# Constitución Política del Perú de 1839
La Constitución Política de la República Peruana de 1839 fue la quinta carta política del Perú, elaborada y aprobada por un Congreso General reunido en Huancayo, por lo que se le conoce también como la Constitución de Huancayo. Fue promulgada el 10 de noviembre de 1839 por el presidente provisorio de la República, mariscal Agustín Gamarra. De tendencia conservadora, reforzaba las atribuciones del Poder Ejecutivo y acentuaba el centralismo, a manera de reacción con las anteriores constituciones de cuño liberal (las de 1823, 1828 y 1834), a las cuales se culpó del desorden político que sufría el país, por favorecer más al Legislativo y por intentar aplicar el descentralismo administrativo.

## Contexto
Tras la batalla de Yungay y la caída de la Confederación Perú-Boliviana, a principios de 1839, se dio pase en el Perú al llamado período de la Restauración, llamado así pues el estado peruano volvió tal como había estado constituido antes de 1836. El grupo de peruanos que bajo el mando del mariscal Gamarra habían luchado contra los confederados (en alianza con los chilenos), tomó el mando del país. Gamarra se propuso inmediatamente reorganizar el gobierno y fortalecer al estado. En el aspecto legislativo y constitucional optó por la recurrida fórmula de convocar a un Congreso cuya misión fundamental sería promulgar una nueva Constitución...

## Reunión del Congreso de Huancayo
Gamarra convocó a un Congreso General que se reunió en Huancayo (sierra central), por estar todavía la capital  (Lima) ocupada por las tropas chilenas. El Congreso  sus funciones el 15 de agosto de 1839, con la presencia de Gamarra y sus ministros Ramón Castilla y Benito Laso, y bajo la presidencia de Manuel Bartolomé Ferreyros. Una de sus primeras medidas fue declarar insubsistente la Constitución de 1834, por ley del 22 de agosto de 1839, arguyendo, entre otras razones, que tal carta no proveía el remedio adecuado ante los actos de traición del presidente, ni el modo de sostener la independencia del país frente a las amenazas foráneas, aludiendo así a los hechos políticos anteriores al establecimiento de la Confederación (el presidente traidor aludido era Luis José de Orbegoso, quien autorizó la invasión boliviana de 1835). Luego puso como única base para la nueva Constitución «la forma de gobierno popular representativo consolidado en la unidad, responsable y alternativo, delegando su ejercicio en los Poderes Legislativo, Ejecutivo y Judicial». Enseguida, pasó a discutir la nueva carta constitucional. Sus principales redactores fueron el coronel Bernardo Soffia y el sacerdote Higinio Madalengoitia.

## Espíritu autoritario

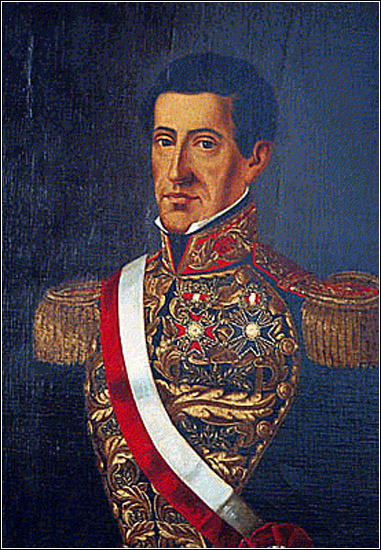
Mariscal Agustín Gamarra.

Usando la expresión de Basadre, este Congreso tuvo un «espíritu autoritario». La Constitución que elaboró fue la primera de tipo conservador, si se descuenta la Constitución Vitalicia de 1826, que en la práctica apenas rigió. Frente a las constituciones liberales anteriores (1823, 1828 y 1834) que consagraban todas las libertades del ciudadano y debilitaban al Poder Ejecutivo subordinándolo al Legislativo, la Constitución de 1839 fue un robustecimiento de la autoridad del Presidente de la República. Creían los legisladores de Huancayo que los principios conservadores se adecuaban a la realidad del país, y culpaban los desórdenes vividos hasta entonces a la influencia del liberalismo en la política nacional.
El Congreso aprobó la Constitución el 10 de noviembre de 1839, que fue promulgada el mismo día por el presidente Gamarra. Luego los congresistas dieron por concluida sus labores el 29 de noviembre de 1839. Apenas tres meses les tomó para dar una nueva constitución al país, lo que contrastaba con las dilatadas asambleas legislativas que dieron las constituciones liberales de 1823, 1828 y 1834.

## La mediocridad de los legisladores
Se ha criticado la mediocridad de los legisladores de Huancayo, que hicieron de dicha asamblea un opaco y anodino cuerpo, sin contrastes ni apasionamientos ideológicos. El notable polígrafo José de la Riva Agüero y Osma, que décadas después revisó los archivos del Congreso huancaíno, no pudo contener su desolación ante el deplorable nivel de los políticos de entonces:

Acabo de leer las actas, el mensaje presidencial y alguno de los discursos. ¡Qué mediocridad y ramplonería tan lamentables! El alma se oprime ante ese espectáculo de infinita pequeñez, en que no hubo ni un asomo de novedad, ni un arranque sincero, ni una chispa de talento. Estos hombres de hablar tan descolorido y opaco, ¿tenían acaso conciencia de que, en bien o en mal, decidían la suerte del Perú por un largo periodo? Las palabras y las actitudes quedaron muy por debajo de las circunstancias, que eran tristes pero tan importantes y solemnes. Aquellos improvisados legisladores no se hallaban a la altura de entenderlas.

## Principales disposiciones
Sin duda, la nota más destacada de esta Constitución fue su autoritarismo nacionalista, según se puede comprobar leyendo sus principales artículos:
- El Poder Ejecutivo fue robustecido en desmedro del Legislativo. El período presidencial fue ampliado de cuatro a seis años, aunque se rechazó la reelección sucesiva. Se suprimió la posibilidad de acusar al Presidente de la República por obra del Congreso, salvo en el caso de un ataque a la independencia y unidad del país. El Presidente podía también suspender las garantías constitucionales durante un tiempo determinado (quien le concedía dicha facultad era el Consejo de Estado, un organismo asesor cuyos miembros eran elegidos por el Congreso de dentro o fuera de su seno).
- No se restituyó el cargo de Vicepresidente de la República, siendo el presidente del Consejo de Estado el encargado de reemplazar al Presidente de la República. Se establecieron además dos vicepresidentes del Consejo de Estado.
- El Poder Legislativo estaría conformado por dos cámaras, la de diputados y la de senadores. La primera se renovaría por terceras partes cada dos años, y la de segunda por mitad cada cuatro años. Este Congreso debía tener reuniones bienales.
- Se estableció un fuerte centralismo, con el predominio del gobierno central en desmedro de las autoridades locales. Así, se suprimieron las Municipalidades elegidas por voto popular, y no se restituyeron las Juntas Departamentales establecidas en la Constitución de 1828.
- Se redujeron los derechos individuales. Al señalar el artículo 5 que eran ciudadanos peruanos los «hombres libres nacidos en el Perú», se reconocía implícitamente la existencia de la esclavitud en el país, si bien el artículo 155 establecía que “nadie nace esclavo en el Perú.”
- Estableció como requisitos para la ciudadanía:
  - Ser casado y mayor de 25 años.
  - Saber leer y escribir («excepto los indígenas y mestizos hasta el año de 1844, en las poblaciones donde no hubiere escuelas de instrucción primaria».)
  - Pagar alguna contribución.
- El ejercicio de la  ciudadanía se suspendía por ineptitud física o espiritual, por tacha de deudor quebrado, por hallarse procesado criminalmente y por ser notoriamente vago, jugador, ebrio o divorciado por culpa suya. Se perdía la ciudadanía por estar sentenciado con pena infamante, por naturalización en otro Estado, por quiebra fraudulenta judicialmente declarada y por rebelión con armas, entre otras causales,
- Otra nota característica de esta Constitución fue lo que Basadre calificó como «la hostilidad a la juventud».[3]  Para ser diputado se impuso como requisito ser mayor de 30 años de edad, y para senador, ministro o presidente de la república, 40 años. Fue indudablemente una reacción contra el espíritu revoltoso de la juventud, que había tenido como símbolo al general Felipe Santiago Salaverry, quien fue el primer y único mandatario joven del Perú, con sus 28 años de edad. Actualmente, la edad mínima para ser Presidente de la República es de 35 años.

## Estructura
Constaba de 192 artículos, ordenados en 19 títulos.
- Título I: De la nación
- Título II: De la religión.
- Título III: De los peruanos.
- Título IV: De la ciudadanía.
- Título V: De la forma de gobierno.
- Título VI: Del poder legislativo.
- Título VII: Cámara de Diputados.
- Título VIII: Cámara de Senadores.
- Título IX: Funciones comunes a ambas cámaras.
- Título X: Atribuciones del Congreso.
- Título XI: Formación y promulgación de las leyes.
- Título XII: Poder Ejecutivo.
  - Ministros de Estado.
- Título XIII: Consejo de Estado.
- Título XIV: Poder Judicial.
  - Corte Suprema de Justicia.
  - Cortes Superiores de Justicia.
  - Juzgados de primera instancia
  - De la administración de justicia.
- Título XV: Régimen interior de la República.
  - Municipalidades.
- Título XVI: Policía.
- Título XVII: De la fuerza pública.
- Título XVIII: Garantías nacionales.
  - Garantías individuales.
- Título XIX: Observancia y reforma de la Constitución.

## Longevidad
Esta Constitución rigió hasta 1855. Fue, en su momento, la que tuvo mayor vigencia en el Perú, pues si revisamos las anteriores constituciones (las de 1823, 1826, 1828 y 1834), resalta el hecho que todas tuvieron cortísima vida; incluso las dos primeras, en la práctica, nunca rigieron o solo lo hicieron nominalmente por unos meses.